# جامع قلج علي باشا
جامع قلج علي باشا (باللغة العثمانية: قلج على باشا) (بالتركية: Kılıç Ali Paşa Camii)‏ هو جامع يقع في حي «طوبخانة» (بالتركية: Tophane)‏ بمديرية بك أوغلي (بالتركية: Beyoğlu)‏ بمحافظة إسطنبول، بتركيا. وسُميَ على اسم القبطان البحري العثماني: قلج علي باشا قائد القوات البحرية العثمانية.
يقع الجامع ضمن مجمع كبير (بالتركية: كليَّة) اسمه مجمع قلج علي باشا (بالتركية: Kılıç Ali Paşa Külliyesi)‏ يضم مسجد وأبنية أخرى صممها وأنشأها المهندس المعماري العثماني الأشهر: معمار سنان فيما بين عامي 1580م و 1587م، وكان عمره وقتها في التسعينيات من عمره. تم بناء المسجد نفسه بين عامي 1578م-1580م بخلاف أبنية المجمع الأخرى.
يتألف المجمع (الكلية) من: مسجد، و مدرسة، وحمام، ومقبرة، ونافورة ماء للوضوء. تم بناء المجمع بناءً على أوامر القبطان باشا (بالتركية: Kapudan-i Derya)‏ (قائد البحرية العثمانية) قلج علي باشا. طُلب من الباشا بناء المجمع والجامع على البحر لكونه القبطان العثماني الرئيسي، فبنى المسجد على الأرض المستصلحة من البحر.
كان المجمع في الأصل يقع على الساحل ولكن منذ أن تم دفن البحر الواقع أمامه مرة أخرى بعد إتمام البناء، أصبح المجمع محاطًا الآن بمبانٍ أخرى.

## الهندسة المعمارية

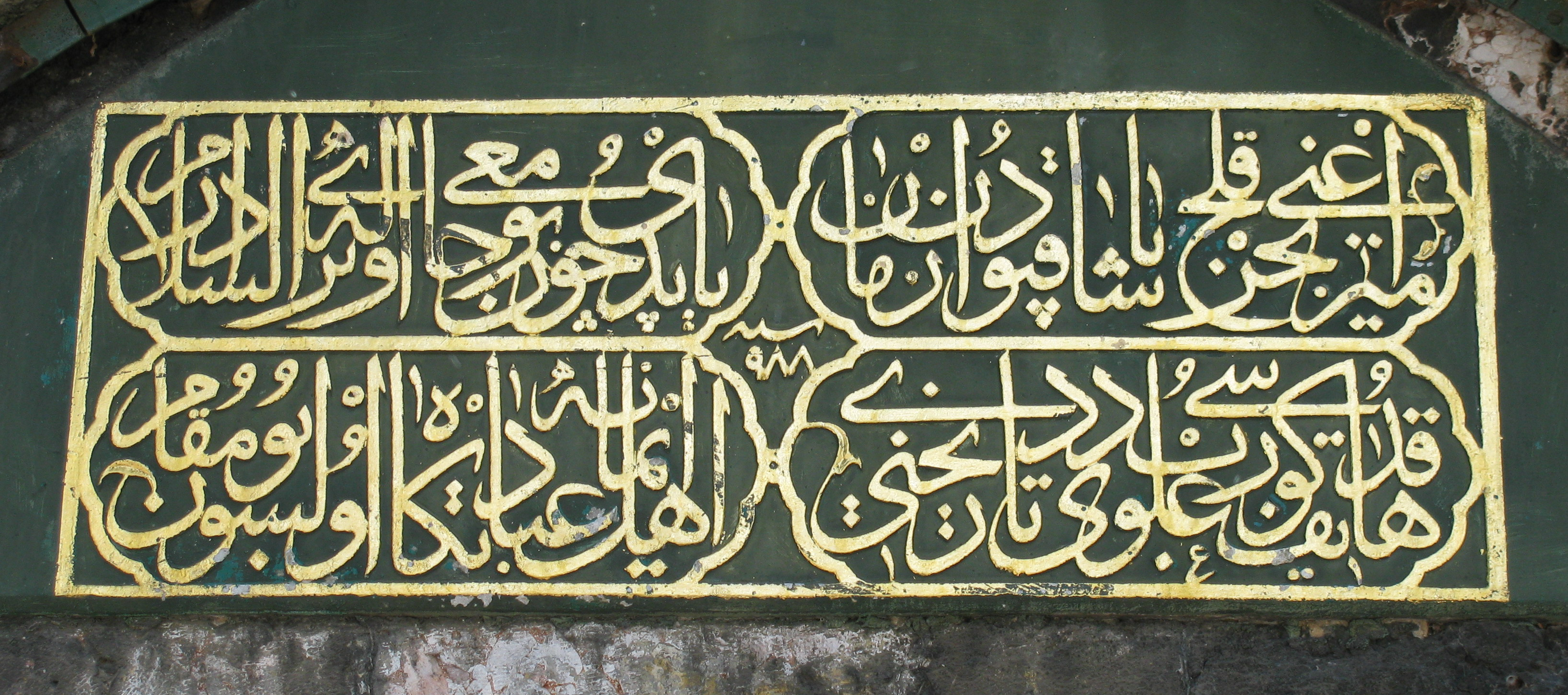
توجد لوحتان خطيتان تؤرخان للمسجد.

هناك لوحتان خطيتان تؤرخان للمسجد، مكتوب على كل منهما عام 988 من التقويم الهجري (أي: 1580م في التقويم اليولياني).
يوجد أحد النقشين الكتابيين في المدخل الخارجي للمجمع وتحتوي على قصيدة من أربعة آيات مكتوبة بخط الثلث الجلىّ بالخط التركي العثماني على يد الشاعر: علوي (بالتركية: Ulvî)‏، وكتبها الخطاط «دميرجي كولو يوسف» (بالتركية: Demircikulu Yusuf)‏:
مير بحر غني قلج باشا قبودان زمان يابدي جون بو جامع أوله يري دار السلام
سنة 988
هاتف قدسي كورب علوي ددي تاريخني أهل إيمانه عبادتكاه أولسون بو مقام كللفناء مزينة . يحتوي الفناء أيضًا على نافورة رخامية للضوء قبل الصلاة مع ثمانية أعمدة وقبة. تحتوي الشرفة الخارجية على سقف مائل مدعوم من اثني عشر عمودًا على الواجهة الغربية وثلاثة من كل جانب، وكلها ذات عواصم على شكل المعين. في المركز بوابة رخامية.
يوجد في الفناء الخارجي للجامع ضريح مثمن الشكل عليه قبة، أنشأها معمار سنان. وأبواب الضريح الخشبية مطعمة باللؤلؤ . يقع قبر قلج علي باشا داخل هذا الضريح.
تقع المدرسة مقابل الركن الجنوبي الشرقي من المسجد، وهي مربعة الشكل تقريبًا. قد لا يتم بناء هذا الهيكل بواسطة معمار سنان لأنه ليس في القائمة الرسمية لأعماله، تزكيرات الأبنية .
يوجد على يمين المسجد الحمام ، الذي اكتمل البناء فيه في عام 1583. الأبواب الزجاجية تؤدي إلى قسمين soğukluks منفصلة (غرف تبريد) التي يتم وضعها على كل من جانبي hararet (غرفة الكالداريوم الساخن) وهو سداسية في الخطة مع أماكن الاستحمام المفتوحة في أربعة تجاويف مقوسة الستة، والآخران الانفتاح على soğukluks. يختلف وضع soğukluks وخطة hararet عن التطبيق المعتاد الذي يقوم به سنان في حماماته الباقية الأخرى.

### المسجد
قطر القبة المركزية للمسجد 12.70 متر (41.7 قدم) وهي مرفوعة فوق مثلثات كروية على دعامات جرانيتية، كما توجد اثنتان من أنصاف-القباب على محور القبلة. يوجد على جانبي المدخل بهو مكون من طابقين. يتم وضع القبة في المركز مع اثنين من الشبيبة تشبه الكنيسة البيزنطية ، وبالتالي تشبه آيا صوفيا.
يوجد فوق قاعة الصلاة خمس قباب صغيرة محمولة على ستة أعمدة رخامية. اللوحات الحجرية الموضوعة في قاعة الصلاة مكتوبة بأيات (آيات) من القرآن . يحتوي المسجد على مئذنة واحدة مع معرض واحد. هناك 247 نافذة بما في ذلك 24 من القبة المركزية. المحراب هو في الحنية إسقاط مربع.
تم إلقاء مصباح سفينة من القرن السادس عشر كان يستخدم للتعليق من القبة المركزية ليتم عرضها في متحف التاريخ البحري العثماني والتركي في عام 1948.

## الشائعات
ادعى الباحث التركي Rasih Nuri İleri أثناء فحصه للوثائق التأسيسية للمجمع أن الكاتب الإسباني ميغيل دي سرفانتس كان عاملاً قسريًا في بناء المجمع أثناء استعباده، مثل الشخصية الأسيرة في روايته دون كيشوت .
يقال إنه عندما قرر كيليش علي باشا أن يبني مسجدًا قرب نهاية حياته، تقدم بطلب إلى الدولة للحصول على الأرض (نظرًا لأن جميع الأراضي مملوكة للدولة في الدولة العثمانية). شارك هو والصدر الأعظم رستم باشا كرهًا قويًا لبعضهما البعض، لذلك قيل Vizier: «بما أنه الأدميرال، فدعه يبني مسجده على البحر». كان كيليس علي باشا، الذي لم يكن رادعًا، يحمل أطنانًا من الصخور التي جلبت من جميع أنحاء المنطقة وبنى المسجد على جزيرة اصطناعية متصلة بالبر الرئيسي بجسر ضيق. أصبح المسجد الآن جيدًا في الداخل، حيث امتلأ البحر أثناء بناء ميناء حديث.

## روابط خارجية
- الصور الداخلية لمسجد Kılıç Ali Pasha
- خريطة ودليل قصير لأعمال سنان في إسطنبول (بالتركية)
- خارج الصور الخارجية لمسجد Kılıç Ali Pasha
- Kılıç Ali Pasha Mosque
- أكثر من 50 صورة، معظمها من الداخل

## معرض الصور
- منظر من جهة طوبخانة
- من من جهة الحمام
- فناء الوضوء
- شرفة المسجد
- فناء المسجد
- الجانب الشرقي للمسجد
- داخل المسجد
- المحراب والمنبر
- المحراب
- المحراب جانبا
- إحدى النوافذ
- قاشاني عليه تخطيط عربي
- قاشاني
- قاشاني